# Benjamin Laroche
Benjamin Laroche (1797-1852) est un traducteur français de l'anglais. Il est notamment l'auteur d'une traduction en deux volumes  de l’œuvre de Shakespeare, publiée en 1839 chez Marchant, et précédée d'une introduction sur le génie de Shakespeare par Alexandre Dumas.
Exilé à Londres du fait de son opposition à la politique ultraroyaliste de la Restauration (1815-1830), il y exerce comme professeur de français et apprend l’anglais. De retour en France en 1827, outre Shakespeare, il traduit des ouvrages de Walter Scott, Charles Dickens et Jeremy Bentham.